# Azanus isis
Azanus isis är en fjärilsart som beskrevs av Dru Drury 1773. Azanus isis ingår i släktet Azanus och familjen juvelvingar. IUCN kategoriserar arten globalt som livskraftig. Inga underarter finns listade i Catalogue of Life.

## Bildgalleri

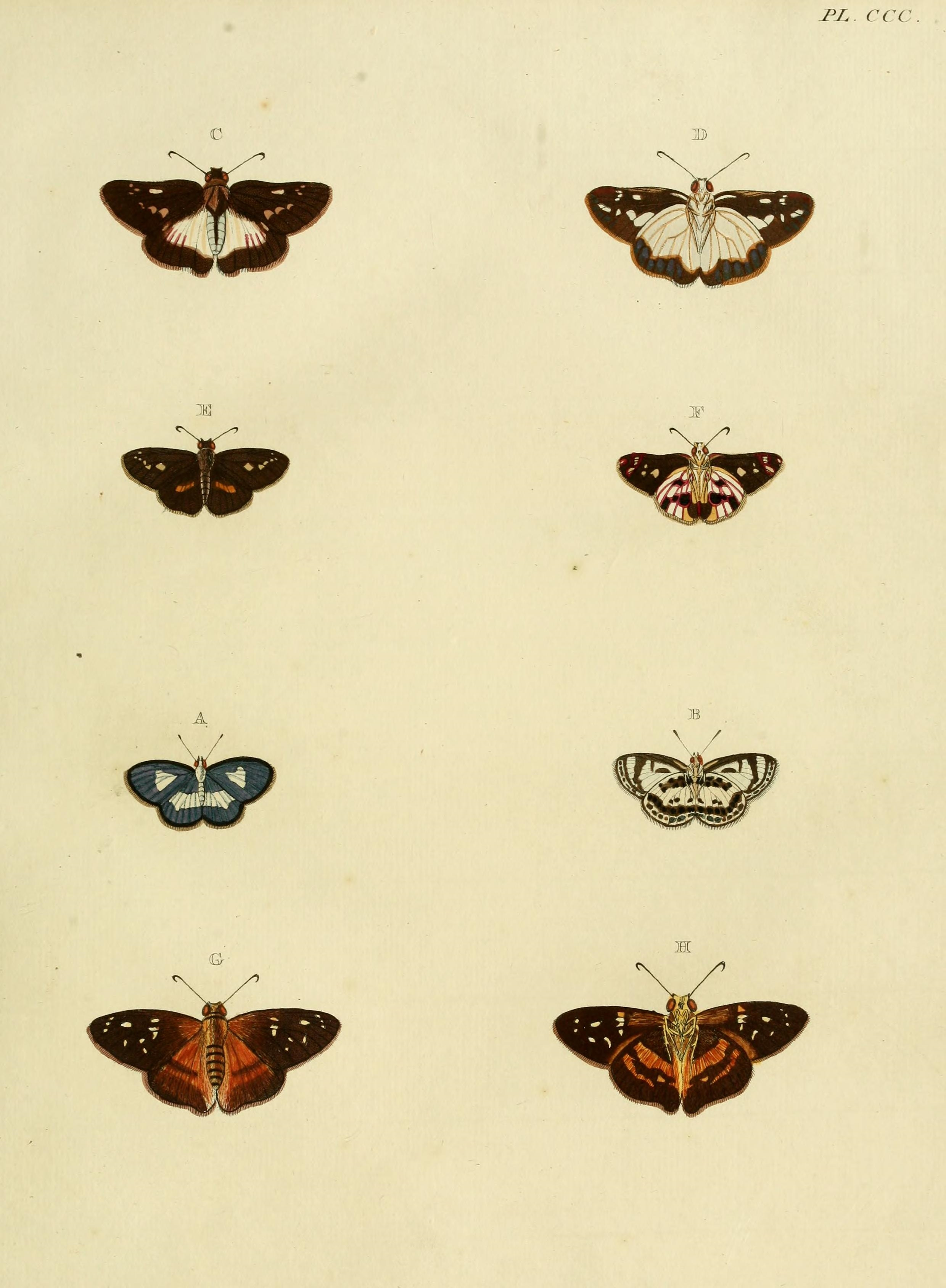